# Teodoro A. Dehesa Méndez
Teodoro Ángel Dehesa Méndez (Veracruz, 1 de octubre de 1848-ibídem, 25 de septiembre de 1936) fue un político mexicano, cercano a Porfirio Díaz. Diputado local en 1872. Díaz lo hizo director de la Aduana de Veracruz (1880-1892), diputado federal, senador y gobernador de Veracruz. Fue candidato a la presidencia de la república en 1910.

## Biografía
Nació el primero de octubre de 1848 en el Puerto de Veracruz, hijo de Teodoro Dehesa y Bayona, un repostero y chef aragonés y Antonia Méndez y Ruiz de Olivares, miembro de una familia adinerada de Xalapa.
Siendo gobernador de Veracruz, becó a Diego Rivera para que estudiara en Europa. Cuando triunfó el maderismo se asiló primero en Cuba y después en los Estados Unidos junto con su hijo y su hermano Francisco. Volvió a México durante el gobierno de Victoriano Huerta y a la caída de este, Venustiano Carranza ordenó la confiscación de sus propiedades. Migró a Estados Unidos y después a Cuba. Regresó a principios de los años veinte pero no volvió a intervenir en política. Murió en 1936 a los 87 años.

## Legado
Descendientes de Teodoro Dehesa aún viven en México. Es desconocido que pasó con su hermano Francisco Dehesa, pero su esposa y sus hijos se mudaron a California, donde sus descendientes aún viven.